# Liste der Lieder von t.A.T.u.
Dies ist eine Liste der Lieder des russischen Elektropop-Duos t.A.T.u. Die Liste unterscheidet zwischen russischsprachigen und englischsprachigen Titeln, und gibt darüber hinaus Auskunft über Bedeutung, Erscheinungsjahr und Erscheinungsalbum. Russischsprachige Titel sind in kyrillischer Schrift sowie in transliterierter Form angegeben. Offiziell unveröffentlichte Demo-Aufnahmen werden bei der Auflistung nicht berücksichtigt, ebenso wenig Remixtracks.

## #
| # | Transliterierter Titel | Kyrillischer Titel | Deutsche Bedeutung | Album               | Jahr |
| - | ---------------------- | ------------------ | ------------------ | ------------------- | ---- |
| 1 | 220                    | 220                | 220                | Wesjolyje Ulybki    | 2008 |
| 2 | 30 Minut               | 30 минут           | 30 Minuten         | 200 Po Wstretschnoi | 2002 |

## B
| # | Transliterierter Titel | Kyrillischer Titel | Deutsche Bedeutung | Album              | Jahr |
| - | ---------------------- | ------------------ | ------------------ | ------------------ | ---- |
| 1 | Bely Plaschtschik      | Белый плащик       | Weiße Robe         | Wesjolyje Ulybki   | 2008 |
| 2 | Belochka               | Белочка            | Eichhörnchen       | Podnebesnaja No. 1 | 2004 |

## C
| # | Transliterierter Titel | Kyrillischer Titel | Deutsche Bedeutung | Album            | Jahr |
| - | ---------------------- | ------------------ | ------------------ | ---------------- | ---- |
| 1 | Chelovechki            | Человечки          | Männer             | Wesjolyje Ulybki | 2008 |
| 2 | Chto Ne Hvatayet       | Что не хватает     | Was fehlt          | Ljudi Inwalidy   | 2005 |

## D
| # | Transliterierter Titel | Kyrillischer Titel | Deutsche Bedeutung | Album               | Jahr |
| - | ---------------------- | ------------------ | ------------------ | ------------------- | ---- |
| 1 | Doschitay Do Sta       | Досчитай До Ста    | Zähle bis hundert  | 200 Po Wstretschnoi | 2001 |

## K
| # | Transliterierter Titel | Kyrillischer Titel | Deutsche Bedeutung | Album               | Jahr |
| - | ---------------------- | ------------------ | ------------------ | ------------------- | ---- |
| 1 | Klouny                 | Клоуны             | Clowns             | 200 Po Wstretschnoi | 2002 |
| 2 | Kosmos                 | Космос             | Kosmos             | Ljudi Inwalidy      | 2005 |

## L
| # | Transliterierter Titel | Kyrillischer Titel | Deutsche Bedeutung | Album          | Jahr |
| - | ---------------------- | ------------------ | ------------------ | -------------- | ---- |
| 1 | Lyudi Invalidy         | Люди Инвалиды      | Behinderte Leute   | Ljudi Inwalidy | 2005 |

## M
| # | Transliterierter Titel | Kyrillischer Titel | Deutsche Bedeutung         | Album               | Jahr |
| - | ---------------------- | ------------------ | -------------------------- | ------------------- | ---- |
| 1 | Malchik Gey            | Mальчик-Гей        | Homosexueller Junge        | 200 Po Wstretschnoi | 2001 |
| 2 | Marsianskie Glaza      | Марсианские Глаза  | Die Augen der Marsmenschen | Wesjolyje Ulybki    | 2008 |

## N
| # | Transliterierter Titel       | Kyrillischer Titel          | Deutsche Bedeutung                       | Album                      | Jahr |
| - | ---------------------------- | --------------------------- | ---------------------------------------- | -------------------------- | ---- |
| 1 | Nas Ne Dogonyat              | Нас не догонят              | Sie kriegen uns nicht                    | 200 Po Wstretschnoi        | 2001 |
| 2 | Ne Ver', Ne Boisia, Ne Prosi | Не верь, не бойся, не проси | Glaube nicht, fürchte nicht, bitte nicht | 200 km/h in the Wrong Lane | 2003 |
| 3 | Ne Zhaley                    | Не жалей                    | Nicht traurig sein                       | Wesjolyje Ulybki           | 2008 |
| 4 | Nich'ya                      | Ничья                       | Niemandes                                | Ljudi Inwalidy             | 2005 |
| 5 | Novaya Model                 | Новая модель                | Neues Modell                             | Ljudi Inwalidy             | 2005 |

## O
| # | Transliterierter Titel | Kyrillischer Titel | Deutsche Bedeutung | Album          | Jahr |
| - | ---------------------- | ------------------ | ------------------ | -------------- | ---- |
| 1 | Obez'yanka Nol         | Обезьянка ноль     | Äffchen null       | Ljudi Inwalidy | 2005 |

## P
| # | Transliterierter Titel | Kyrillischer Titel | Deutsche Bedeutung  | Album            | Jahr |
| - | ---------------------- | ------------------ | ------------------- | ---------------- | ---- |
| 1 | Poeziya                | Поезия             | Poesie              | Poesija          | 2004 |
| 2 | Prostiye Dvizhenia     | Простые движения   | Einfache Bewegungen | t.A.T.u. Remixes | 2003 |

## R
| # | Transliterierter Titel | Kyrillischer Titel | Deutsche Bedeutung | Album               | Jahr |
| - | ---------------------- | ------------------ | ------------------ | ------------------- | ---- |
| 1 | Robot                  | Робот              | Roboter            | 200 Po Wstretschnoi | 2001 |

## S
| # | Transliterierter Titel | Kyrillischer Titel | Deutsche Bedeutung | Album            | Jahr |
| - | ---------------------- | ------------------ | ------------------ | ---------------- | ---- |
| 1 | Snegopady              | Снегопады          | Schneefall         | Wesjolyje Ulybki | 2008 |

## T
| # | Transliterierter Titel | Kyrillischer Titel | Deutsche Bedeutung | Album          | Jahr |
| - | ---------------------- | ------------------ | ------------------ | -------------- | ---- |
| 1 | Ty Soglasna?           | Ты согласна?       | Du stimmst zu?     | Ljudi Inwalidy | 2005 |

## V
| # | Transliterierter Titel | Kyrillischer Titel | Deutsche Bedeutung | Album            | Jahr |
| - | ---------------------- | ------------------ | ------------------ | ---------------- | ---- |
| 1 | Vesyolye Ulybki        | Весёлые Улыбки     | Fröhliches Lachen  | Wesjolyje Ulybki | 2008 |
| 2 | Vremya Luny            | Время Луны         | Zeit des Mondes    | Wesjolyje Ulybki | 2008 |
| 3 | Vsya Moya Lyubov       | Вся Моя Любовь     | All meine Liebe    | Ljudi Inwalidy   | 2005 |

## Y
| # | Transliterierter Titel | Kyrillischer Titel | Deutsche Bedeutung             | Album            | Jahr |
| - | ---------------------- | ------------------ | ------------------------------ | ---------------- | ---- |
| 1 | Ya Budu                | Я буду             | Ich werde                      | —                | 2004 |
| 2 | Ya Soshla S Uma        | Я Сошла С Ума      | Ich habe den Verstand verloren | Wesjolyje Ulybki | 2000 |
| 3 | Ya Tvoy Vrag           | Я Твой Враг        | Ich bin dein Feind             | Wesjolyje Ulybki | 2001 |
| 3 | Ya Tvoya Ne Pervaya    | Я твоя не первая   | Ich bin nicht deine erste      | Wesjolyje Ulybki | 2001 |

## Z
| # | Transliterierter Titel | Kyrillischer Titel | Deutsche Bedeutung | Album            | Jahr |
| - | ---------------------- | ------------------ | ------------------ | ---------------- | ---- |
| 1 | Zachem Ya              | Зачем я            | Warum bin ich      | Wesjolyje Ulybki | 2001 |

## #
| # | Titel      | Deutsche Bedeutung | Album                      | Jahr |
| - | ---------- | ------------------ | -------------------------- | ---- |
| 1 | 30 Minutes | 30 Minuten         | 200 km/h in the Wrong Lane | 2002 |

## A
| # | Titel                   | Deutsche Bedeutung          | Album                      | Jahr |
| - | ----------------------- | --------------------------- | -------------------------- | ---- |
| 1 | All About Us            | Alles über uns              | Dangerous and Moving       | 2005 |
| 2 | All the Things She Said | All die Dinge die sie sagte | 200 km/h in the Wrong Lane | 2002 |

## C
| # | Titel                                   | Deutsche Bedeutung                                    | Album                      | Jahr |
| - | --------------------------------------- | ----------------------------------------------------- | -------------------------- | ---- |
| 1 | Clowns (Can You See Me Now?)            | Clowns (Kannst du mich jetzt sehen?)                  | 200 km/h in the Wrong Lane | 2002 |
| 2 | Cosmos (Outer Space)                    | Kosmos                                                | Dangerous and Moving       | 2005 |
| 3 | Craving (I Only Want What I Can't Have) | Verlangen (Ich will nur das was ich nicht haben kann) | Dangerous and Moving       | 2005 |

## D
| # | Titel                | Deutsche Bedeutung       | Album                | Jahr |
| - | -------------------- | ------------------------ | -------------------- | ---- |
| 1 | Dangerous and Moving | Gefährlich und beweglich | Dangerous and Moving | 2005 |
| 2 | Divine               | Göttlich                 | t.A.T.u. The Best    | 2006 |
| 3 | Don't Regret         | Bedaure nicht            | Waste Management     | 2009 |

## F
| # | Titel           | Deutsche Bedeutung | Album                | Jahr |
| - | --------------- | ------------------ | -------------------- | ---- |
| 1 | Fly on the Wall | Fliege an der Wand | Waste Management     | 2009 |
| 2 | Friend or Foe   | Freund oder Feind  | Dangerous and Moving | 2005 |

## G
| # | Titel     | Deutsche Bedeutung | Album                | Jahr |
| - | --------- | ------------------ | -------------------- | ---- |
| 1 | Gomenasai | Entschuldigung     | Dangerous and Moving | 2005 |

## H
| # | Titel            | Deutsche Bedeutung  | Album                      | Jahr |
| - | ---------------- | ------------------- | -------------------------- | ---- |
| 1 | How Soon Is Now? | Wie spät ist jetzt? | 200 km/h in the Wrong Lane | 2002 |

## L
| # | Titel         | Deutsche Bedeutung | Album                | Jahr |
| - | ------------- | ------------------ | -------------------- | ---- |
| 1 | Little People | Kleine Leute       | Waste Management     | 2009 |
| 2 | Loves Me Not  | Liebt mich nicht   | Dangerous and Moving | 2005 |

## M
| # | Titel        | Deutsche Bedeutung         | Album                      | Jahr |
| - | ------------ | -------------------------- | -------------------------- | ---- |
| 1 | Malchik Gay  | Homosexueller Junge        | 200 km/h in the Wrong Lane | 2002 |
| 2 | Martian Eyes | Die Augen der Marsmenschen | Waste Management           | 2009 |

## N
| # | Titel            | Deutsche Bedeutung    | Album                      | Jahr |
| - | ---------------- | --------------------- | -------------------------- | ---- |
| 1 | Not Gonna Get Us | Sie kriegen uns nicht | 200 km/h in the Wrong Lane | 2002 |
| 2 | Null and Void    | Null und nichtig      | t.A.T.u. The Best          | 2006 |

## P
| # | Titel         | Deutsche Bedeutung | Album                | Jahr |
| - | ------------- | ------------------ | -------------------- | ---- |
| 1 | Perfect Enemy | Perfekter Feind    | Dangerous and Moving | 2005 |

## R
| # | Titel         | Deutsche Bedeutung | Album           | Jahr |
| - | ------------- | ------------------ | --------------- | ---- |
| 1 | Running Blind | Blind umherrennen  | Vesyolye Ulybki | 2008 |

## S
| # | Titel        | Deutsche Bedeutung | Album                      | Jahr |
| - | ------------ | ------------------ | -------------------------- | ---- |
| 1 | Sacrifice    | Verzicht           | Dangerous and Moving       | 2005 |
| 2 | Show Me Love | Zeige mir Liebe    | 200 km/h in the Wrong Lane | 2002 |
| 3 | Snowfalls    | Schneefall         | Waste Management           | 2009 |
| 4 | Sparks       | Funken             | Waste Management           | 2009 |
| 5 | Stars        | Sterne             | 200 km/h in the Wrong Lane | 2002 |

## T
| # | Titel            | Deutsche Bedeutung | Album            | Jahr |
| - | ---------------- | ------------------ | ---------------- | ---- |
| 1 | Time of the Moon | Zeit des Mondes    | Waste Management | 2009 |

## W
| # | Titel            | Deutsche Bedeutung | Album                | Jahr |
| - | ---------------- | ------------------ | -------------------- | ---- |
| 1 | Waste Management | Abfallwirtschaft   | Waste Management     | 2009 |
| 2 | We Shout         | Wir schreien       | Dangerous and Moving | 2005 |
| 3 | White Robe       | Weiße Robe         | Waste Management     | 2008 |

## Y
| # | Titel     | Deutsche Bedeutung | Album           | Jahr |
| - | --------- | ------------------ | --------------- | ---- |
| 1 | You and I | Du und ich         | Vesyolye Ulybki | 2008 |